# Thomas Langhoff
Thomas Langhoff (* 8. April 1938 in Zürich, Schweiz; † 18. Februar 2012 in Berlin) war ein deutscher Theaterregisseur, Filmschauspieler und -regisseur, der bis zur Wiedervereinigung in der DDR lebte.

## Leben
Thomas Langhoff wurde als Sohn des deutschen Regisseurs Wolfgang Langhoff und seiner Frau Renate während deren Zeit im Exil in der Schweiz geboren. Nach dem Zweiten Weltkrieg kehrte die Familie nach Deutschland zurück, seit 1946 lebte Thomas Langhoff in Berlin. Nach dem Abitur an der Paul-Oestreich-Schule in Berlin-Weißensee (heute Primo-Levi-Gymnasium) wurde Langhoff zunächst Schauspieler. Er studierte bis 1960 an der Theaterhochschule Leipzig. Als Schauspieler war er nach Engagements am Kreistheater Borna und am Theater der Stadt Brandenburg/Havel zwischen 1963 und 1971 am Hans Otto Theater in Potsdam engagiert und ging danach zum DDR-Fernsehen. 1977 inszenierte er „Einsame Menschen“ am Maxim-Gorki-Theater in Berlin, wo er fortan zu einem der wichtigsten Regisseure des deutschsprachigen Theaters wurde. 
Seit 1980 arbeitete Langhoff an allen wichtigen deutschsprachigen Bühnen, auch im Westen. Nach der Wende in der DDR und der Wiedervereinigung wurde er 1991 Intendant des Deutschen Theaters in Berlin, das bereits nach der ersten Saison unter seiner Leitung zum Theater des Jahres gewählt wurde. Langhoff blieb Intendant bis zum Auslaufen seines Vertrages 2001. Als er 1999 den Berliner Kultursenator Peter Radunski ultimativ zu einer Aussage aufgefordert hatte, ob sein Vertrag verlängert würde, gab Radunski ihm eine Absage. In den zehn Jahren seiner Intendanz gab Langhoff unter anderem dem jungen deutschen Theater einen Platz in der so genannten Baracke. Thomas Ostermeier durfte sich hier ausprobieren und wechselte von der Baracke direkt in die Leitung der Berliner Schaubühne am Lehniner Platz.
Anschließend arbeitete Langhoff als freier Regisseur. Ende 2007 inszenierte Langhoff an Stelle von Andrea Breth, die ursprünglich mit dem Projekt beauftragt war, am Wiener Burgtheater Wallenstein. Seine letzte Inszenierung, Der Kirschgarten von Tschechow, erlebte im Oktober 2011 ihre Premiere am Berliner Ensemble.

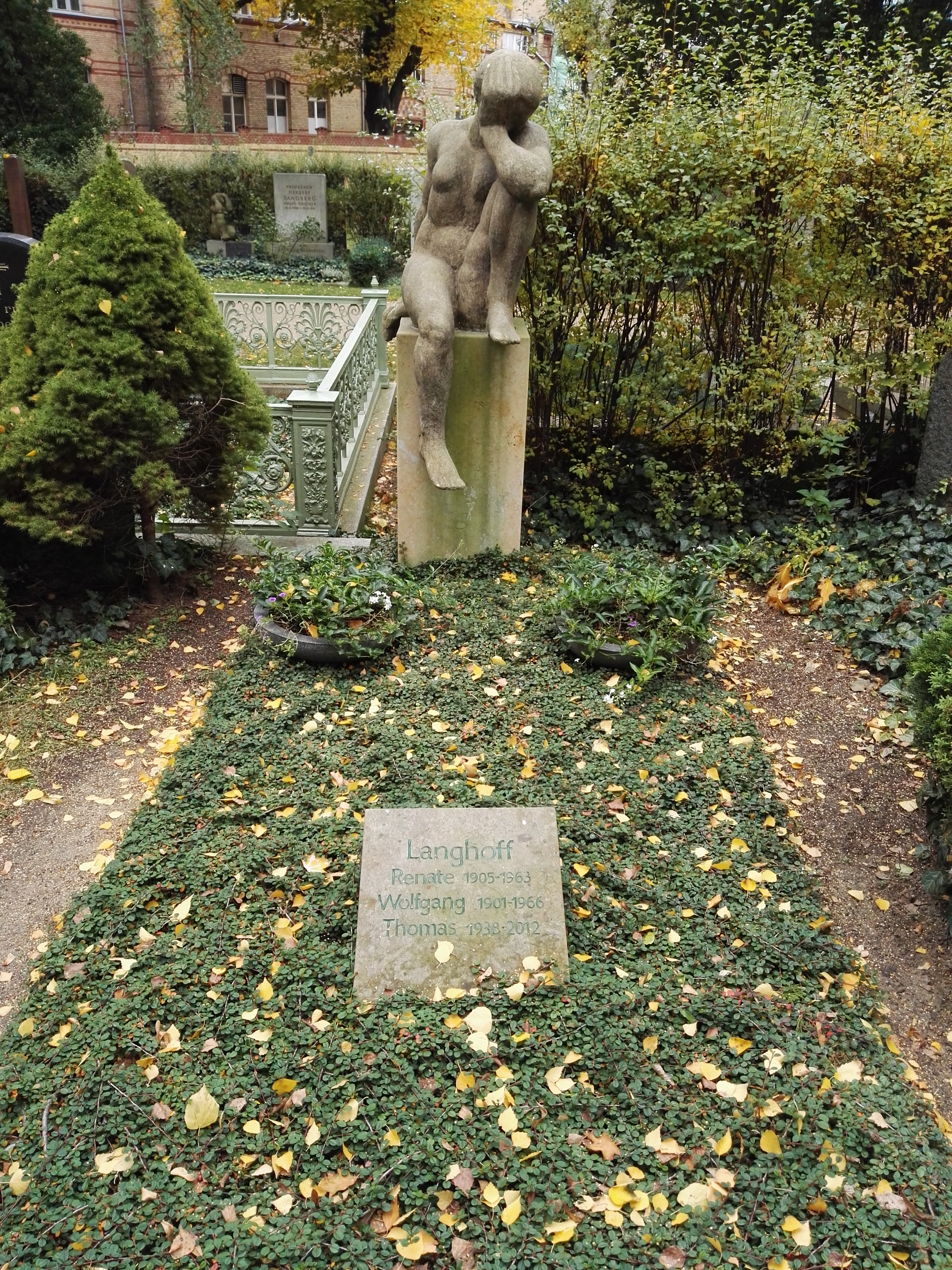
Grabstätte

Thomas Langhoff ist Vater des Regisseurs Lukas Langhoff und des Schauspielers Tobias Langhoff, außerdem der Bruder des Regisseurs Matthias Langhoff, dessen Tochter, die Autorin Anna Langhoff, somit seine Nichte ist. Er ist auf dem Friedhof der Dorotheenstädtischen und Friedrichswerderschen Gemeinden in Berlin-Mitte bestattet.

## Theater

### Wichtige Inszenierungen
- 1979: Drei Schwestern von Anton P. Tschechow am Maxim Gorki Theater, Berlin und am Schauspiel Frankfurt, Frankfurt am Main
- 1980: Ein Sommernachtstraum von William Shakespeare am Maxim Gorki Theater, Berlin
- 1980: Maria Stuart von Friedrich Schiller am Deutschen Theater Berlin
- 1982: Verschwörung der Heuchler von Michail Bulgakow am Theater im Palast
- 1983: Gespenster von Henrik Ibsen an den Kammerspielen des Deutschen Theaters Berlin
- 1984: Emilia Galotti von Gotthold Ephraim Lessing an den Münchner Kammerspielen
- 1984: Nathan der Weise von Gotthold Ephraim Lessing am Wiener Burgtheater
- 1985: Der Kaufmann von Venedig von William Shakespeare am Deutschen Theater Berlin
- 1986: Der Sturmgeselle Sokrates von Hermann Sudermann am Deutsches Theater Berlin – Kammerspiele
- 1986: Der Marquis von Keith von Frank Wedekind am Thalia Theater Hamburg
- 1987: Der einsame Weg von Arthur Schnitzler bei den Salzburger Festspielen
- 1987: Ein Monat auf dem Lande von Iwan Turgenew am Deutschen Theater Berlin
- 1988: Die Übergangsgesellschaft von Volker Braun am Maxim-Gorki-Theater Berlin (Fernsehaufzeichnung 1990)
- 1989: Die Geisel von Brendan Behan am Deutschen Theater Berlin
- 1989: A Midsummer Night's Dream von Benjamin Britten an der Oper Frankfurt am Main
- 1990: Die Jüdin von Toledo von Franz Grillparzer bei den Salzburger Festspielen (mit Ulrich Mühe, Sibylle Canonica, Uwe Bohm, Susanne Lothar und Anne Bennent)
- 1990: Der zerbrochne Krug von Heinrich von Kleist am Deutschen Theater Berlin
- 1990: Mein Kampf von George Tabori am Maxim-Gorki-Theater Berlin
- 1991: Das Käthchen von Heilbronn von Heinrich von Kleist am Deutschen Theater Berlin
- 1992: Der Turm von Hugo von Hofmannsthal für die Wiener Festwochen
- 1994: Kriemhilds Rache von Friedrich Hebbel für die Wiener Festwochen
- 1997: Die Bernauerin – Oper von Carl Orff an der Wiener Volksoper
- 1998: Der Freischütz – Oper von Carl Maria von Weber an der Münchner Staatsoper
- 1999: Die Hochzeit des Figaro von Wolfgang Amadeus Mozart an der Berliner Staatsoper
- 2000: Don Giovanni von Wolfgang Amadeus Mozart an der Berliner Staatsoper
- 2001: Die Möwe von Anton P. Tschechow am Deutschen Theater Berlin
- 2001: Der Vater von August Strindberg am Residenztheater München
- 2002: Iphigenie auf Tauris von Goethe am Maxim-Gorki-Theater
- 2002: Elisabeth II. von Thomas Bernhard am Wiener Burgtheater
- 2003: Mutter Courage von Bertolt Brecht am Bayerischen Staatsschauspiel
- 2003: Michael Kramer von Gerhart Hauptmann am Berliner Ensemble
- 2005: Die Wildente von Henrik Ibsen am Berliner Ensemble
- 2005: Der eingebildet Kranke von Molière am Bayerischen Staatsschauspiel
- 2006: Schändung von Botho Strauß nach „Titus Andronicus“ von William Shakespeare am Berliner Ensemble
- 2006: Totentanz von August Strindberg am Berliner Ensemble
- 2008: Die Goldberg-Variationen von George Tabori am Berliner Ensemble
- 2009: Ein Mond für die Beladenen von Eugene O’Neill am Residenztheater München
- 2011: Endstation Sehnsucht von Tennessee Williams am Berliner Ensemble
- 2011: Der Kirschgarten von Anton Tschechow am Berliner Ensemble

### Schauspieler
- 1968: Friedrich Wolf: Die Matrosen von Cattaro (Franz Rasch) – Regie: Peter Kupke (Hans Otto Theater Potsdam)
- 1968: Karl Mickel: Nausikaa (Fischer) – Regie: Peter Kupke (Hans Otto Theater Potsdam)

## Filmografie (Auswahl)

### Darsteller
- 1959: Verwirrung der Liebe (Regie: Slatan Dudow)
- 1964: Doppelt oder nichts (Fernseh-Zweiteiler, Regie: Günter Stahnke)
- 1969: Käuzchenkuhle (Regie: Walter Beck)
- 1971: Karriere (Regie: Heiner Carow)
- 1971: Dornröschen (Regie: Walter Beck)
- 1971: Hut ab, wenn du küsst! – Regie: Rolf Losansky
- 1973: Zement (Fernsehfilm, 2 Teile) – Regie: Manfred Wekwerth
- 1973: Stülpner-Legende (Fernsehfilm, Regie: Walter Beck)
- 1973/75: Das unsichtbare Visier (Fernsehfilm, Regie: Peter Hagen)
- 1974: Der nackte Mann auf dem Sportplatz (Regie: Konrad Wolf)
- 1974: Johannes Kepler
- 1975: Requiem für Hans Grundig (Regie: Achim Hübner)
- 1978: Das Raubtier (Regie: Walter Beck)
- 1978: Scharnhorst (Fernsehfilm, Regie: Wolf-Dieter Panse)
- 1986: Schlachtfelder (Sprecher)
- 1988: Verzeiht, daß ich ein Mensch bin (Sprecher)

### Regisseur
- 1978: Ich will nicht leise sterben (Fernsehfilm)
- 1979: Stine (Fernsehfilm)
- 1980: Guten Morgen, du Schöne: Rosi (Fernsehfilm)
- 1980: Guten Morgen, du Schöne: Ute (Fernsehfilm)
- 1980: Guten Morgen, du Schöne: Julia (Fernsehfilm)
- 1980: Muhme Mehle (Fernsehfilm)
- 1980: Hedda Gabler (Studioaufzeichnung Fernsehen)
- 1982: Stella (Fernsehfilm)
- 1982: Melanie van der Straaten (Fernsehfilm)
- 1984: Drei Schwestern (Fernsehfilm)
- 1988: Der Aufstand der Fischer von St.Barbara (Fernsehfilm)
- 1994: Der Biberpelz (Fernsehfilm)

## Auszeichnungen
- 1981: Kunstpreis der DDR
- 1984: Nationalpreis der DDR II. Klasse für Kunst und Literatur
- 1990: Deutscher Kritikerpreis
- 1992: Josef-Kainz-Medaille, Wien
- 1994: Friedrich-Luft-Preis, Berlin
- 1995: Verdienstorden des Landes Berlin
- 1997: Berliner Bär (B.Z.-Kulturpreis)
- 2001: Bundesverdienstkreuz 1. Klasse
- 2005: Goldenes Ehrenzeichen für Verdienste um das Land Wien
- 2010: Kunstpreis Berlin